# Fake it till you make it
« Fake it till you make it » (або Симулюй поки не вийде) — це англійський афоризм, який свідчить про те, що, імітуючи впевненість, компетентність і оптимістичне мислення, людина може реалізувати ці якості у своєму реальному житті та досягти бажаних результатів.   
Фраза вперше засвідчена за деякий час до 1973 року.  Найдавніша згадка про подібну фразу зустрічається в пісні Simon & Garfunkel «Fakin' It », випущеній у 1968 році як сингл, а також на їх альбомі Bookends. Саймон співає: «І я знаю, що я прикидаюся, я насправді не прикидаюся». 
Подібну пораду пропонували кілька авторів з часом:

| Здається, що дія слідує за почуттям, але насправді дія та почуття йдуть разом; і, регулюючи дію, яка знаходиться під більш прямим контролем волі, ми можемо опосередковано регулювати почуття, яке не є. Таким чином, суверенний добровільний шлях до життєрадісності, якщо наша спонтанна життєрадісність буде втрачена, полягає в тому, щоб весело сісти, весело озиратися навколо, діяти й говорити так, ніби бадьорість уже є. Якщо така поведінка не зробить вас незабаром бадьорими, ніщо інше в цьому випадку не може. Отже, щоб відчути себе сміливим, поводьтеся так, ніби ми «сміливі», використовуйте для цього всю нашу волю, і припадок мужності, швидше за все, замінить напад страху. |
| — William James, The Gospel of Relaxation "On Vital Reserves (1922) |

У псевдонауковому законі руху тяжіння центральним поняттям є «поводься так, ніби воно у тебе вже є» або просто «поводься так, ніби»:

| Як домогтися того, щоб повірити? Почніть вигадувати. Будьте, як дитина, і вигадуйте. Поводься так, ніби він у тебе вже є. Коли ви прикидаєтеся, ви починаєте «вірити», що отримали. |
| — Rhonda Byrne, The Secret (2006) |

## У психології
У 1920-х роках Альфред Адлер розробив терапевтичну техніку, яку він назвав «діяти так, ніби», стверджуючи, що «якщо ви хочете отримати якість, дійте так, ніби ви її вже маєте». Ця стратегія давала клієнтам можливість практикувати альтернативи дисфункціональній поведінці.  Метод Адлера використовується і сьогодні, і його часто називають рольовою грою. 
«Вдавати, доки не вийде» — це психологічний інструмент, який обговорюється в нейронаукових дослідженнях.    Експеримент 1988 року, проведений Фріцем Штраком, стверджував, що він показав, що настрій можна покращити, тримаючи ручку між зубами користувача, щоб змусити посміхнутися  але останній експеримент не зміг відтворити це, через що Штрака було нагороджено Ig Nobel Prize з психології у 2019 році  Пізніше дослідження 2022 року про стратегії протидії емоційному дистресу виявило, що вимушена посмішка не є більш ефективною, ніж вимушені нейтральні вирази та інші стратегії емоційної регуляції. 

## Дивіться також
- Faking It (неоднозначність)
- "Fake It Till You Make It Some More", епізод Orange Is the New Black

1. ↑  Powell-Brown, Ann (2003). Can You Be a Teacher of Literacy If You Don't Love to Read?. Journal of Adolescent & Adult Literacy. 47 (4): 284—288. JSTOR 40014774.
2. ↑  Nielsen, Kelly (2015). "Fake It 'til You Make It": Why Community College Students' Aspirations "Hold Steady" (PDF). American Sociological Association. 88 (4): 265—283. doi:10.1177/0038040715601889.
3. ↑  Ibnat, Afia (31 березня 2022). Why "fake it till you make it" works. The Daily Star (англ.). Процитовано 3 квітня 2022.
4. ↑  Origin. Theidioms.com. The Idioms Dictionary. Процитовано 29 листопада 2021.
5. ↑  James, William (1922). On Vital Reserves: The Energies of Men; The Gospel of Relaxation (англ.). H. Holt. с. 45—46. OCLC 557746629. Архів оригіналу за 29 вересня 2022. Процитовано 31 липня 2024.
6. ↑  Byrne, Rhonda (2006). The Secret (вид. 1st Atria Books/Beyond Words hardcover). New York : Hillsboro, Or: Atria Books ; Beyond Words Pub. с. 50. ISBN 978-1582701707.
7. 1 2  Fryer, Daniel (22 лютого 2021). How "Fake It 'Till You Make It" Really Is a Thing. Psychology Today. Процитовано 3 грудня 2022.
8. ↑  Shukla, Aditya (14 лютого 2022). The scientific truth behind 'Fake it till you make it'. Cognition Today. Процитовано 3 грудня 2022.
9. ↑  DiPrete, John (25 червня 2019). Fake It Till You Make It: 5 Cheats from Neuroscience. Psych Central. Процитовано 3 грудня 2022.
10. ↑  Weigand, Max (6 грудня 2017). The Science Behind "Fake It Till You Make It". Max eWeigand Medium. Процитовано 3 грудня 2022.
11. ↑  Who Are This Year's Ig Nobel Prize Winners?. BioTechniques (англ.). 14 жовтня 2019. Процитовано 20 жовтня 2019.
12. ↑  Fake It 'Till You Make It? Study Finds It's Better to Live In the Emotional Moment. Neuroscience News. 19 січня 2022. Процитовано 3 грудня 2022.